# Лизін Ілля Іванович
Ілля Іванович Лизін (20 червня 1883, село Новоселівка Василівської волості Полтавського повіту Полтавської губернії, тепер Полтавського району Полтавської області — ?) — радянський діяч, голова Полтавської окружної контрольної комісії — завідувач Полтавської окружної робітничо-селянської інспекції. Член Центральної контрольної комісії КП(б)У з грудня 1925 до листопада 1927 року. Член ВУЦВК.

## Життєпис
Народився в багатодітній селянській родині. З 1892 до 1896 року наймитував у поміщика Старенцького. У 1896—1897 роках навчався ремесла у приватного шевця в Полтаві. З 1897 служив чорноробом у кустарній слюсарській майстерні в Полтаві. З 1900 року працював у складальному цеху залізничної майстерні в Полтаві.
Весною 1902 року взяв участь у селянському заворушенні в селі Новоселівці Полтавського повіту, вдарив поміщика. Потім переховувався від поліції та виїхав із Полтави на Кавказ (зокрема, до міста Новоросійська), де проживав з 1902 до 1904 року. У 1904 році повернувся до Полтави.
Член РСДРП(б) з лютого 1905 року.
З березня до травня 1905 року працював слюсарем у залізничній майстерні Полтава-Сортувальна. Розповсюджував нелегальну літературу, брав участь у робітничих страйках. У жовтні 1905 року заарештований, відсидів місяць у в'язниці Полтави. Після виходу на волю знову продовжив активну революційну діяльність. На початку січня 1906 року втік із Полтави, але через два тижні був заарештований поліцією в Харкові. Два з половиною роки пробув у в'язницях, потім був засуджений до 3 років заслання до Іркутської губернії. Завдяки клопотанню батька та поданню «прохання про помилування» імператору, через півроку був звільнений із заслання. Повернувся до Полтави, де працював у приватних майстернях та електромонтером Полтавської електричної станції.
У 1914 році перейшов російсько-австрійський кордон і через Австро-Угорщину та Німеччину добрався до Франції. Після початку Першої світової війни перебрався до Швейцарії, де прожив до 1917 року. За іншими даними, Лизін був мобілізований до російської імператорської армії в 1914 році, потрапив у німецький полон, де і пробув три роки. Після Лютневої революції 1917 року повернувся до Росії.
У лютому 1918 року переїхав до Полтавської губернії, працював завідувачем складів Полтавського губернського відділу військових заготівель. Після втечі більшовиків вів підпільну роботу проти Української Держави. Організовував повстанські загони, які брали участь у повстанні проти гетьмана Павла Скоропадського. Потім воював проти білогвардійських військ генерала Денікіна, служив начальником політичного відділу та військовим комісаром полку РСЧА, учасник громадянської війни.
У 1920 році навчався на двомісячних курсах при Центральній партійній школі при ЦК КП(б)У в Харкові. З лютого до травня 1920 року — інструктор Народного комісаріату внутрішніх справ Української СРР.
З травня до вересня 1920 року — голова Василівського волосного революційного комітету Полтавського повіту Полтавської губернії. З вересня 1920 року — районний продовольчий комісар 4-го району Полтавського районного продовольчого комісаріату. 
З грудня 1921 року — голова виконавчого комітету Диканської волосної ради Полтавської губернії. Обирався членом виконавчого комітету Полтавської повітової ради та членом Полтавського повітового комітету КП(б)У.
З березня 1923 року — голова виконавчого комітету Мачеської районної ради Полтавської губернії. На 1924—1925 роки — голова виконавчого комітету Ново-Сенжарівської районної ради Полтавської губернії.
На 1925—1926 роки — голова Полтавської окружної контрольної комісії КП(б)У — завідувач Полтавської окружної робітничо-селянської інспекції.
Подальша доля невідома.